# Nathanael Hellberg
Nathanael (Nathan) Hellberg, född 18 oktober 1847 i Göteborg, död 20 maj 1919 i Malmö, var en svensk tidningsman.
Hellberg studerade vid Uppsala universitet 1867–1874 och var huvudlärare i matematik vid Uppsala privata elementarläroverk 1869–1871. Han var medarbetare i Dagens Nyheter 1874–1879, korrespondent i Berlin till Stockholms Dagblad och Göteborgs-Posten 1880, redaktionssekreterare i Skånska Aftonbladet 1880–1884, i Öresunds-Posten 1885–1890 och i Helsingborgs-Posten 1891–1892 samt slutligen chefredaktör för Skånska Dagbladet från 1893 och ansvarig utgivare från 1899, befattningar vilka han innehade intill sin död. Hellberg är begravd på Sankt Pauli norra kyrkogård i Malmö.